# Johnny O'Keefe
John Michael O'Keefe (Bondi Junction, 19 gennaio 1935 – Sydney, 6 ottobre 1978) è stato un cantante australiano.
Morto per overdose a soli 43 anni, è incluso dal 1988 nella ARIA Hall of Fame.

## Discografia parziale
- 1957 - Shake Baby Shake (EP)
- 1958 - Wild One (EP)
- 1976 - Let True Love Begin
- 1985 - The Legend of Johnny O'Keefe
- 1986 - Shouti - TV Soundtrack